# Alexéi Jomiakov
Alekséi Stepánovich Jomiakov (en ruso: Алексе́й Степа́нович Хомяко́в) (Moscú, 13 de mayo de 1804 — Riazán, 5 de octubre de 1860) fue un filósofo, teólogo ortodoxo y escritor ruso. Fundó, junto con los hermanos Iván y Piotr Kiréievski, el movimiento eslavófilo, del que se considera uno de sus mayores intelectuales y que defendía la ortodoxia y las tradiciones eslavas frente a la cultura y religión occidental. Jomiakov escribió numerosas poesías y escritos teológicos en contra tanto del catolicismo como del protestantismo.